# USS Jallao (SS-368)
USS Jallao (SS-368) là một  tàu ngầm lớp Balao được Hải quân Hoa Kỳ chế tạo trong Chiến tranh Thế giới thứ hai. Nó là chiếc tàu chiến duy nhất của Hải quân Hoa Kỳ được đặt cái tên này, theo tên tiếng Tây Ban Nha của một loài trong họ Cá sạo. Nó đã phục vụ trong Thế Chiến II, thực hiện được bốn chuyến tuần tra và đánh chìm một tàu chở hành khách Nhật Bản tải trọng 5.795 tấn. Được cho ngừng hoạt động sau khi xung đột chấm dứt vào năm 1946, nó được nâng cấp trong khuôn khổ Dự án GUPPY IIA để tiếp tục phục vụ trong giai đoạn Chiến tranh Lạnh. Con tàu sau đó được chuyển cho Tây Ban Nha và tiếp tục phục vụ như là chiếc Narciso Monturiol (S-35) từ năm 1974 đến năm 1984, rồi cuối cùng bị đánh chìm ngoài khơi Cartagena vào năm 1985. Jallao được tặng thưởng bốn Ngôi sao Chiến trận do thành tích phục vụ trong Thế Chiến II.

## Thiết kế và chế tạo
Thiết kế của lớp Balao được cải tiến dựa trên  tàu ngầm lớp Gato dẫn trước, là một kiểu tàu ngầm hạm đội có tốc độ trên mặt nước cao, tầm hoạt động xa và vũ khí mạnh để tháp tùng hạm đội chiến trận. Khác biệt chính so với lớp Gato là ở cấu trúc lườn chịu áp lực bên trong dày hơn, và sử dụng thép có độ đàn hồi cao (HTS: High-Tensile Steel), cho phép lặn sâu hơn đến 400 ft (120 m). Con tàu dài 311 ft 9 in (95,02 m) và có trọng lượng choán nước 1.526 tấn Anh (1.550 t) khi nổi và 2.424 tấn Anh (2.463 t) khi lặn. Chúng trang bị động cơ diesel dẫn động máy phát điện để cung cấp điện năng cho bốn động cơ điện, đạt được công suất 5.400 shp (4.000 kW) khi nổi và 2.740 shp (2.040 kW) khi lặn, cho phép đạt tốc độ tối đa 20,25 hải lý trên giờ (37,50 km/h) và 8,75 hải lý trên giờ (16,21 km/h) tương ứng. Tầm xa hoạt động là 11.000 hải lý (20.000 km) khi đi trên mặt nước ở tốc độ 10 hải lý trên giờ (19 km/h) và có thể hoạt động kéo dài đến 75 ngày.
Tương tự như lớp Gato dẫn trước, lớp Balao được trang bị mười ống phóng ngư lôi 21 in (530 mm), gồm sáu ống trước mũi và bốn ống phía phía đuôi tàu, chúng mang theo tối đa 24 quả ngư lôi. Vũ khí trên boong tàu gồm một hải pháo 4 inch/50 caliber, một khẩu pháo phòng không Bofors 40 mm nòng đơn và một khẩu đội Oerlikon 20 mm nòng đôi, kèm theo hai súng máy .50 caliber. Trên tháp chỉ huy, ngoài hai kính tiềm vọng, nó còn trang bị ăn-ten radar SD phòng không và SJ dò tìm mặt biển. Tiện nghi cho thủy thủ đoàn bao gồm điều hòa không khí, thực phẩm trữ lạnh, máy lọc nước, máy giặt và giường ngủ cho hầu hết mọi người, giúp họ chịu đựng cái nóng nhiệt đới tại Thái Bình Dương cùng những chuyến tuần tra kéo dài đến hai tháng rưỡi.
Jallao được đặt lườn tại xưởng tàu của hãng Manitowoc Shipbuilding Company ở Manitowoc, Wisconsin vào ngày 29 tháng 9, 1943. Nó được hạ thủy vào ngày 12 tháng 3, 1944, được đỡ đầu bởi bà Oliver G. Kirk, và được cho nhập biên chế cùng Hải quân Hoa Kỳ vào ngày 8 tháng 7, 1944 dưới quyền chỉ huy của Hạm trưởng, Thiếu tá Hải quân Joseph Bryan Icenhower.

## Lịch sử hoạt động

### 1944
Sau khi dành phần lớn tháng 7, 1944 việc chạy thử máy và huấn luyện tại hồ Michigan, Jallao khởi hành từ Manitowoc vào ngày 26 tháng 7 để đi đến Chicago, Illinois, nơi nó được chất lên ụ nổi cho hành trình dài xuôi theo dòng sông Mississippi để đến New Orleans, Louisiana. Nó rời New Orleans vào ngày 6 tháng 8, băng qua kênh đào Panama để đi sang khu vực Thái Bình Dương, và đi đến Trân Châu Cảng vào ngày 22 tháng 9.

#### Chuyến tuần tra thứ nhất
Sau khi được huấn luyện bổ sung, Jallao khởi hành vào ngày 9 tháng 10 cho chuyến tuần tra đầu tiên trong chiến tranh, hoạt động phối hợp cùng một đội tấn công phối hợp "Bầy sói" biệt danh "Clarey's Crushers", vốn bao gồm các tàu ngầm Pintado (SS-387) và Atule (SS-403). Thoạt tiên "Bầy sói" hướng về phía eo biển Luzon, nhưng khi trận Hải chiến vịnh Leyte diễn ra vào cuối tháng 10, họ chuyển hướng đến tuần tra tại khu vực giữa Philippines và Nhật Bản để truy kích hạm đội Nhật đang rút lui về chính quốc sau thất bại trong Trận chiến ngoài khơi mũi Engaño.
Vào chiều tối ngày 25 tháng 10, về phía Đông Bác đảo Luzon, qua radar Jallao bắt gặp tàu tuần dương hạng nhẹ Tama, vốn đã bị hư hại do trúng ngư lôi ném từ máy bay của tàu sân bay trước đó, đang di chuyển một mình không được hộ tống với tốc độ khoảng 15 kn (28 km/h). Đến 21 giờ 01 phút, chiếc tàu ngầm phóng một loạt ba quả ngư lôi phía mũi về phía mục tiêu ở khoảng cách 1.000 yd (910 m), nhưng bị trượt. Nó quay đầu và phóng tiếp một loạt bốn quả ngư lôi phía đuôi ở khoảng cách 800 yd (730 m), và ba quả đã trúng đích lúc 21 giờ 05 phút. Tama vỡ làm đôi và chìm chỉ trong vòng vài phút với tổn thất nhân mạng toàn bộ, tại tọa độ 21°23′B 127°19′Đ / 21,383°B 127,317°Đ. Sau đó chiếc tàu ngầm tiếp tục tuần tra cho đến ngày 28 tháng 11, rồi quay trở về căn cứ tại Majuro vào ngày 10 tháng 12.

### 1945

#### Chuyến tuần tra thứ hai
Lên đường vào ngày 6 tháng 1, 1945, Jallao thực hiện chuyến tuần tra thứ hai tại khu vực Hoàng Hải, tuy nhiên vào lúc này mục tiêu tiềm năng đã trở nên hiếm hoi. Đang khi tấn công một đoàn tàu vận tải vào ngày 5 tháng 3, một tàu hộ tống đối phương tìm cách áp sát để húc chiếc tàu ngầm, nên đã gây hư hại kính tiềm vọng của nó. Jallao rút lui hai ngày sau đó, đi đến căn cứ tại Midway vào ngày 26 tháng 3.

#### Chuyến tuần tra thứ ba
Sau khi được sửa chữa, Jallao rời Midway vào ngày 20 tháng 4 cho chuyến tuần tra thứ ba, làm nhiệm vụ tìm kiếm và giải cứu hỗ trợ các phi vụ không kích tại đảo Marcus. Khi nhận được tín hiệu cấp cứu từ khu vực phía Bắc hòn đảo vào ngày 9 tháng 5, nó đã vượt qua màn hỏa lực pháo bờ biển đối phương, áp sát bờ và giải cứu 5 thành viên một đội bay trên một chiếc bè. Các phi công được vận chuyển an toàn đến Saipan vào ngày 12 tháng 5, và chiếc tàu ngầm quay trở lại khu vực bờ biển Nhật Bản, tiếp tục vai trò tìm kiếm và giải cứu phục vụ cho hoạt động không kích. Nó kết thúc chuyến tuần tra khi quay trở về Trân Châu Cảng vào ngày 13 tháng 6.

#### Chuyến tuần tra thứ tư
Sau khi được huấn luyện nâng cao tại khu vực quần đảo Mariana, Jallao rời Guam vào ngày 31 tháng 7 cho chuyến tuần tra cuối cùng trong chiến tranh trong biển Nhật Bản. Vào ngày 11 tháng 8, nó đã phóng ngư lôi đánh chìm chiếc tàu chở hàng Teihoku Maru (5.795 tấn), nguyên là chiếc Pierre L. P. của Pháp, tại khu vực giữa Nhật Bản và Triều Tiên về phía Bắc đảo Utsuryo, tại tọa độ 38°06′B 130°20′Đ / 38,1°B 130,333°Đ. 27 thành viên thủy thủ đoàn bao gồm hạm trưởng đã tử trận cùng con tàu, 19 người sống sót sau đó đã được tàu ngầm Stickleback (SS-415) cứu vớt vào ngày 21 tháng 8.
Sau khi Nhật Bản chấp nhận đầu hàng vào ngày 15 tháng 8, giúp chấm dứt vĩnh viễn cuộc xung đột, Jallao khởi hành đi ngang qua Guam để quay về vùng bờ Tây, đi đến San Francisco vào ngày 28 tháng 9. Con tàu được cho xuất biên chế tại Xưởng hải quân Mare Island vào ngày 30 tháng 9, 1946, và được đưa về Hạm đội Dự bị Thái Bình Dương.

### 1953 - 1956
Jallao chuyển cảng nhà đến Căn cứ Tàu ngầm Hải quân New London vào tháng 7, 1953. Tại đây nó được cho hiện đại hóa trong khuôn khổ Chương trình Công suất đẩy dưới nước lớn hơn (GUPPY IIA), khi được trang bị ống hơi cùng những thiết bị điện tử mới, giúp cải thiện đáng kể tốc độ lặn dưới nước và tầm xa hoạt động. Nó được cho nhập biên chế trở lại vào ngày 4 tháng 12, 1953 và chuyển cảng nhà đến Norfolk, Virginia. Gia nhập Hải đội Tàu ngầm 6, Con tàu hoạt động từ căn cứ Halifax, Nova Scotia trong năm 1954, tham gia huấn luyện cùng các đơn vị tàu ngầm Hoa Kỳ và Canada, sang tháng 1 và tháng 2, 1955, nó tham gia tập trận hạm đội tại khu vực biển Caribe trước khi quay trở về Norfolk vào ngày 4 tháng 3.
Jallao lại chuyển cảng nhà trở lại New London vào tháng 7, 1955, rồi lên đường vào ngày 7 tháng 8 để cùng tàu ngầm Anh HMS Alderney (P416) tham gia cuộc tập trận phối hợp "New Broom IV". Sau đó từ ngày 9 tháng 11, nó được phái sang phục vụ cùng Đệ Lục hạm đội tại Địa Trung Hải, tham gia huấn luyện cùng Hải quân Ý cũng như tham gia các cuộc tập trận hạm đội. Sang giữa tháng 1, 1956, chiếc tàu ngầm bắt đầu một hành trình dài để quay trở về nhà, băng qua kênh đào Suez để viếng thăm nhiều cảng Đông và Nam Phi, rồi băng qua Nam Đại Tây Dương để tham gia tập trận cùng các tàu khu trục Uruguay và Brazil. Nó về đến New London vào ngày 16 tháng 4.

### 1957 - 1967
Sau khi được nâng cấp những thiết bị điện tử hiện đại, Jallao quay trở lại hoạt động vào tháng 1, 1957. Nó tham gia cuộc tập trận hạm đội tại vùng biển Caribe trong tháng 2, rồi đi đến Boston vào cuối tháng 7 cho một chuyến đi thực tập mùa Hè dành cho học viên sĩ quan. Nó tham gia cuộc tập trận trong khuôn khổ Khối NATO tại vùng biển Bắc Đại Tây Dương trong tháng 9 và tháng 10, và quay trở về New London vào ngày 24 tháng 10. Chiếc tàu ngầm dành gần trọn năm 1958 để thực hành huấn luyện dọc bờ biển Đại Tây Dương, và tham gia cuộc tập trận chống tàu ngầm tại Bắc Đại Tây Dương trong tháng 9. Sang năm 1959, nó tham gia phát triển thiết bị và huấn luyện cùng Trường tàu ngầm Hạm đội tại New London.
Jallao lên đường vào ngày 20 tháng 1, 1960 để thực hành huấn luyện tại vùng biển Caribe, rồi quay trở về vào ngày 19 tháng 2, và sau đó tiếp tục huấn luyện tại khu vực Bermuda. Từ ngày 9 tháng 1 đến ngày 24 tháng 3, 1961, nó tham gia nhiệm vụ huấn luyện đặc biệt tại vùng biển ngoài khơi Scotland, rồi hoạt động phối hợp cùng tàu chiến Hải quân Hoàng gia Canada ngoài khơi Halifax trong mùa Hè trước khi quay trở về c1n cứ New London. Sang năm 1962, con tàu lại có một lượt phục vụ cùng Đệ Lục hạm đội tại Địa Trung Hải từ ngày 2 tháng 1 đến ngày 7 tháng 5, nơi nó thực hành huấn luyện và tập trận. Khi quay trở về nó được sửa chữa và hiện đại hóa tại Xưởng hải quân Philadelphia. 
Trong giai đoạn 1963-1964, Jallao có các chuyến đi huấn luyện tại vùng biển Caribe, phục vụ huấn luyện cho Trường tàu ngầm Hạm đội, cũng như tham gia thử nghiệm đánh giá thiết bị mới. Đến ngày 3 tháng 1, 1965, nó kkhởi hành cho lượt phục vụ thứ ba cùng Đệ Lục hạm đội tại Địa Trung Hải, và quay trở về vào ngày 1 tháng 5. Con tàu tiếp tục vai trò huấn luyện từ New London và thử nghiệm học thuyết chiến thuật mới dọc theo bờ biển Đại Tây Dương và vùng biển Caribe cho đến năm 1974. 

### Narciso Monturiol(S-35)
Jallao được cho xuất biên chế đồng thời rút tên khỏi danh sách Đăng bạ Hải quân Hoa Kỳ vào ngày 26 tháng 6, 1974. Cùng ngày hôm đó con tàu đươc chuyển giao cho Tây Ban Nha trong khuôn khổ Chương trình viện trợ quân sự. Nó nhập biên chế cùng Hải quân Tây Ban Nha, thoạt tiên chỉ với số hiệu lườn S-35.  Sau khi chiếc Narciso Monturiol (S-35) (nguyên là tàu chị em Picuda) ngừng hoạt động, S-35 được đổi tên thành Narciso Monturiol (S-35) vào ngày 27 tháng 6, 1979, tên được đặt theo Narcís Monturiol (1819-1885), họa sĩ, kỹ sư và là nhà phát minh Tây Ban Nha đã chế tạo ra một tàu ngầm chạy động cơ hơi nước.
Monturiol (S-35) được cho xuất biên chế vào ngày 12 tháng 12, 1984 và bị đánh đắm ngoài khơi Cartagena vào năm 1985.

## Phần thưởng
Jallao được tặng thưởng bốn Ngôi sao Chiến trận do thành tích phục vụ trong Thế Chiến II. Nó được ghi công đã đánh chìm một tàu chở hành khách Nhật Bản tải trọng 5.795 tấn.
|  |                                                       |  |
|  | Bronze star · Bronze star · Bronze star · Bronze star |  |

| Dãi băng Hoạt động Tác chiến  |                                                                         |                                      |
| Huân chương Chiến dịch Hoa Kỳ | Huân chương Chiến dịch Châu Á-Thái Bình Dương với 4 Ngôi sao Chiến trận | Huân chương Chiến thắng Thế Chiến II |